# Fala (gmina Selnica ob Dravi)
Fala – wieś w Słowenii, w gminie Selnica ob Dravi. W 2018 roku liczyła 311 mieszkańców.